# Jan Motyka (ksiądz)
Jan Motyka (ur. 17 listopada 1910 w Kojkowicach, zm. 9 grudnia 2006 w Dzięgielowie) – polski duchowny luterański.

## Życiorys
Był absolwentem Gimnazjum im. A. Osuchowskiego w Cieszynie. Po ukończeniu studiów na Wydziale Teologii Ewangelickiej na Uniwersytecie Warszawskim w 1935 roku został ordynowany na duchownego przez ks. bpa Juliusza Burschego. Następnie był wikariuszem w Ruptawie i Pszczynie. Po II wojnie światowej objął stanowisko proboszcza Parafii Ewangelickiej w Pszczynie i proboszcza-administratora w parafii w Studzionce. Stanowiska te piastował aż do przejścia na emeryturę w 1982 roku. Był długoletnim członkiem władz Kościoła Ewangelicko-Augsburskiego w Polsce. W II Synodzie Kościoła (1957-1962) i w III Synodzie Kościoła (1962 - 1965) był sekretarzem Prezydium Synodu, a w V i VI Synodzie Kościoła (1969-1975) sekretarzem ówczesnego Wydziału Synodalnego (dziś Rada Synodalna). Przez ostatnie lata swojego życia mieszkał w dzięgielowskim Ewangelickim Domu Opieki "Emaus", prowadzonym przez Ewangelicki Żeński Diakonat "Eben-Ezer".

## Twórczość
- Bóg i my (dwie części)
- Abym był Jego własnością.
- Z wiary dla wiary (postylla)